# 루즈벨트문착
루즈벨트문착(Muntiacus rooseveltorum)은 문착의 일종이다. 1929년 시어도어 루스벨트 주니어와 커밋 루스벨트가 조직한 켈리-루즈벨트 탐사단이 필드 자연사 박물관에 제공한 표본을 통해 알려졌다.